# Levanger HK
Levanger Håndballklubb, kurz Levanger HK, ist ein norwegischer Handballverein aus Levanger. Die Frauenmannschaft trat mehrere Spielzeiten in der norwegischen Eliteserien an.

## Geschichte
Levanger HK entstand am 3. April 1990 durch den Zusammenschluss der Handballabteilungen von Frol IL und SPKL Nessegutten. Die Frauenmannschaft begann in der untersten norwegischen Spielklasse und stieg innerhalb von vier Jahren drei Mal auf. Zwischen 1994 und 2005 trat Levanger, bis auf eine Saison, in der 1. divisjon, der zweithöchsten norwegischen Spielklasse, an.
Anschließend stieg Levanger HK in die Eliteserien auf. Nachdem die Mannschaft in der ersten Spielzeit gegen den Abstieg gespielt hatte, folgte in der kommenden Saison mit dem vierten Platz die erste Qualifikation für einen europäischen Wettbewerb. International nahm Levanger am EHF-Pokal 2007/08, am Europapokal der Pokalsieger 2008/09, am Europapokal der Pokalsieger 2011/12 und am EHF-Pokal 2013/14 teil.
Im Jahr 2014 folgte der Abstieg in die zweite Liga, in der Levanger seitdem antritt.

## Bekannte ehemalige Spielerinnen
- Gabriella Juhász
- Mari Molid
- Åsa Mogensen